# Нечаев, Виктор Николаевич
Ви́ктор Никола́евич Неча́ев (27 августа 1913, Пермь — 6 октября 1943, Бородаевка, Днепропетровская область) — советский сапёр-разведчик, участник Великой Отечественной войны, служил рядовым в 84-м гвардейском отдельном сапёрном батальоне 73-й гвардейской стрелковой дивизии (7-я гвардейская армия, Степной фронт), Герой Советского Союза (1943).

## Биография
Виктор Нечаев родился 27 августа 1913 года в рабочей семье в городе Перми Пермской губернии, ныне город — административный центр Пермского края.
С 1916 года жил в Чите, работал плотником, кондуктором на Забайкальской железной дороге. Здесь Виктор выучился на токаря и работал на Читинском паровозовагоноремонтном заводе. Потом уехал на Камчатку на рыболовные промыслы.
В 1932—1934 годах служил в Рабоче-крестьянской Красной Армии, в стройбате, на Дальнем Востоке. 
После демобилизации работал во Владивостоке, Краснодаре, Азербайджанской ССР, в Казахсской ССР на сооружении оросительных каналов. 
В конце тридцатых годов Виктор Нечаев приехал в село Макушино (ныне город в Курганской области) и работал на железнодорожной станции.
В июне 1941 года призван Макушинским РВК Челябинской области в Рабоче-крестьянскую Красную Армию. Служил сапёром-разведчиком. С 3 февраля 1942 года на Северо-Западном фронте. 5 июня 1942 года ранен. С 10 ноября 1942 года сапёр 343-го стрелкового полка 38-й стрелковой дивизии (с 1 марта 1943 года — 73-я гвардейская стрелковая дивизия).
В ночь на 25 сентября 1943 года гвардии красноармеец 84-го гвардейского отдельного сапёрного батальона В. Н Нечаев одним из первых переправился через Днепр и произвёл разведку обороны противника. Под огнём переправил десант через реку. Во время одного из рейсов в ночь с 5 на 6 октября 1943 года погиб.
Нечаев похоронен в селе Бородаевке Бородаевского сельского совета Верхнеднепровского района Днепропетровской области Украинской ССР, ныне Украина, где ему установлен памятник.
За успешное форсирование Днепра и удержание плацдарма на правом берегу указом Президиума Верховного Совета СССР от 26 октября 1943 года беспартийному гвардии красноармейцу Нечаеву Виктору Николаевичу посмертно присвоено звание Героя Советского Союза с вручением ордена Ленина и медали «Золотая Звезда».

## Награды
- Герой Советского Союза, 26 октября 1943 года[4][5]
  - Медаль «Золотая Звезда»
  - Орден Ленина
- Медаль «За боевые заслуги», 3 февраля 1943 года[6]

## Память
- Улица Нечаева в городе Перми
- Улица Нечаева в городе Чите, до 5 мая 1965 года — 1-я Загородная улица[7].
- Школа имени Нечаева в городе Чите[8].

В 2010 году в Чите была открыта Аллея славы героев Советского Союза, на которой установлены стелы с 39 памятными знаками, одна из которых принадлежит Виктору Николаевичу Нечаеву.

## Семья
Дед  пришёл с Урала на строительство Забайкальской железной дороги, работал на станции Чита-1, здесь трагически погиб в 1905 году. 
Отец Николай Михайлович Нечаев, был маляром вагонного цеха Главных железнодорожных мастерских Читы.
Мать Вера Ивановна Нечаева, работала в Главных железнодорожных мастерских Читы.
После подавления Читинской республики в 1906 году семья уехала в Пермь, где родился Виктор Николаевич, а в 1916 году вернулась в Читу, работали в Главных железнодорожных мастерских Читы.
Брат Михаил Николаевич Нечаев.